# Symplocos paucinervia
Symplocos paucinervia är en tvåhjärtbladig växtart som beskrevs av Hans Peter Nooteboom. Symplocos paucinervia ingår i släktet Symplocos och familjen Symplocaceae. Inga underarter finns listade i Catalogue of Life.